# У кожного свій Чехов
«У кожного свій Чехов» — це кіноальманах, що складається з п'яти короткометражних фільмів, заснованих на оповіданнях Антона Павловича Чехова. Кожна з кіноновел — переосмислення розповіді А. П. Чехова і перенесення його подій в сучасну дійсність.
Слоган фільму — «Рекомендується бібліотеками світу!».

## Сюжет
В основі кіноальманаху переосмислення розповіді Антона Павловича Чехова, кожен з яких показує, що такі пороки як боягузтво, хабарництво, злість, плебейство і хвастощі, на жаль, не втратили своєї актуальності.
Фільм складається з 5 новел:
- «Довідка» — режисер Людмила Соколова.
- «Елемент боягузтва» — режисер Олександр Драглюк.
- «Гіркі забобони» — режисер Віктор Тросін.
- «Драма, без кави і цигарок» — режисер Максим Фірсенко.
- «Post scriptum» — режисер Анастасія Храмова.

## У ролях
- Тимофій Криницький
- Інна Руді
- Тетяна Коновалова
- Алік Мірзоєв
- Станіслав Лісовий
- Олег Карпенко — кореш
- Сергій Васильєв — тренер Михалич
- Олег Козловський — Павло Васильович
- Михайло Іванов — Лука
- Максим Фірсенко — маніяк

## Цікаві факти
- в основі одеського проекту «У кожного свій Чехов» розповіді «Довідка», «Товстий і Тонкий», «Жарт» (у фільмі — «Елемент боягузтва»), «Пішла» («Гіркі забобони») і «Драма» (" драма без кави і сигарет ");
- першою цеглиною у фундаменті альманаху стала короткометражка Лариси Соколової «Довідка», знята за однойменним оповіданням Антона Павловича;
- в 2012 році проект був представлений в рамках Каннського кінофестивалю.